# 貝拉·A·伯納謝娃
| 2010 Chebyshev  | 1969年10月13日 |
| 2232 Altaj      | 1969年9月15日  |
| 2259 Sofievka   | 1971年7月19日  |
| 2327 Gershberg  | 1969年10月13日 |
| 2697 Albina     | 1969年10月9日  |
| 3406 Omsk       | 1969年2月21日  |
| 3921 Klementʹev | 1971年7月19日  |
| 4109 Anokhin    | 1969年7月17日  |
| 4465 Rodita     | 1969年10月14日 |
| 5075 Goryachev  | 1969年10月13日 |
| 5218 Kutsak     | 1969年10月9日  |
| 6278 Ametkhan   | 1971年10月10日 |
| 7318 Dyukov     | 1969年7月17日  |

貝拉·阿列克謝耶夫娜·伯納謝娃（俄语：Бэлла Алексеевна Бурнашева，羅馬化：Bella Alekseïevna Bournasheva，1944年—）是一名俄羅斯天文學家，因發現多顆小行星而獲獎。
小行星4427是為了紀念她和她的丈夫弗拉迪斯拉夫·伊凡諾維奇·伯納謝夫（Vladislav Ivanovich Burnashev）而命名的。